# Futni mentem
A Futni mentem 2024-ben bemutatott magyar romantikus filmvígjáték Herendi Gábor rendezésében. A főbb szerepekben Udvaros Dorottya, Lovas Rozi, Tenki Réka és Trill Beatrix látható. 
Magyarországon 2024. november 21-én mutatták be a mozikban. A film pozitív kritikákat kapott és az 1990 utáni magyar filmgyártás második legnézettebb alkotása lett.

## Cselekmény
Hajdú Vera és a férje, Zoltán elhatározzák, hogy végigcsinálják közös bakancslistájuk minden pontját, ám Zoltán az egyik pont teljesítése során váratlanul meghal. 
Egy évvel később, a gyászidőszak leteltével Vera összehívja három lányát, a karrierista ügyvédnő Dorinát, a mesekönyvíró és családanya Katát, illetve a még útját kereső, bohém Emmát, hogy bejelentse nekik: teljesíti a bakancslista utolsó pontját, és az apjuk hamvaival a hátán lefutja a maratont. Azt szeretné, ha ebben a lányai is részt vennének, hogy felosszák egymás között a távot. A lányok élből elutasítják a kérést, mivel pillanatnyilag egyikük élethelyzete sem alkalmas egy ekkora kihívás teljesítésére. Dorina előléptetésre pályázik a cégénél, amiért keményen kell dolgoznia, Katát a háztartásbeli kötelezettségei stresszelik, Emma pedig a főnöke szeretőjeként és eltartottjaként nehezen boldogul az önálló egzisztencia megteremtésével.
Vera unszolására a Hajdú nővérek később mégis meggondolják magukat, bár a felkészülés cseppet sem ígérkezik könnyű feladatnak. Nemcsak fizikailag kell formába hozniuk magukat, de mentálisan is meg kell birkózniuk a futás nehézségeivel. 
Vera, hogy motiválja őket, felfogadja Mátét, a jóképű személyi edzőt, aki Emmával később szorosabb kapcsolatba kerül. Az ő segítségével Emma véget vet a főnökével folytatott viszonynak, ám emiatt kirúgják és kénytelen kiköltözni a lakásából is. Máté megkéri, hogy költözzön hozzá, mivel ő hamarosan úgyis elutazik Balira, majd segít neki munkát szerezni egy kutyaiskolában, kihasználva Emma kutyaszitterkedéssel szerzett tapasztalatát. Emma azonban ezt úgy értelmezi, hogy ismét egy férfi akarja irányítani az életét, ezért megszakítja a kapcsolatát Mátéval.
Kata ezalatt fogadást köt az élettársával és gyermekei apjával, Ákossal: ha gyorsabban lefutja a maratont, mint ő, akkor Ákos elveszi végre feleségül. Közben gyanakodni kezd Ákos hűtlenségére is, amikor egy idegen lány társaságában látja őt a lakásukban. 
Dorina eközben barátságot köt a szomszédjában lakó 12 éves Pannival, aki elkezd amolyan anya-figuraként tekinteni rá, miután a folyton dolgozó édesapja alig tölt vele időt. Panni édesapjáról, Tamásról kiderül, hogy ugyanaz a rendőrezredes, akinek már többször volt összezörrenése Dorinával jogi ügyekben. A kezdeti ellenszenv után megkedvelik egymást és szerelmi viszonyba kezdenek, de Dorina úgy érzi, a munkája mellett nem fér bele az életébe egy kapcsolat, és az anyaszerepre sincs felkészülve.
A magánéleti gondok miatt a futóedzések egyre megterhelőbbé válnak a Hajdú lányoknak. Kiakadnak az édesanyjukra és szembesítik vele, hogy csak azért ragaszkodott a bakancslistához, mert legbelül mindig is attól félt, hogy nem elég izgalmas a férjének. Miután egy biciklis tolvaj ellopja Vera táskáját, benne Zoltán hamvaival, a lányok arra biztatják édesanyjukat, fejezze be, amit elkezdett, de ezúttal önmagáért akarjon futni, ne pedig Zoltán listája miatt.
A maraton napján végül mindenki rendezi a sorait. Kata, bár elveszti a fogadást Ákossal szemben, kérdőre vonja őt a hűtlenségéről. Kiderül, hogy a lány igazából a fiuk, Milán barátnője volt, akit Ákos a fia kedvéért tartott titokban. Bevallja, hogy csak azért akarta legyőzni Katát a futásban, mert nem akarta, hogy kényszerből kelljen elvennie, majd egy vizes pohárba rejtett gyűrűvel megkéri a kezét. Dorina Panni biztatására kisétál a munkahelyi tárgyalásról, és az előléptetés helyett a családjával közös futást választja. Emma és Máté újra találkozik futás közben, és kibékülnek. Vera önerőből befejezi a távot, miközben Tamás is felbukkan, hogy visszaszolgáltassa Zoltán hamvait. A maraton végén ő és Dorina beszélgetnek, és elhatározzák, hogy adnak egy esélyt kettejüknek. 
Néhány hónap elteltével a Hajdú lányok újra összegyűlnek egy családi vacsorára, Tamással, Pannival és Kata családjával kiegészülve. Tamás és Dorina kapcsolata mostanra megszilárdult, Dorina pedig a saját lányaként tekint Pannira. Kata és Ákos a közelgő esküvőjüket tervezik. Emma bejelenti, hogy megkapta az állást a kutyaiskolában. Az est későbbi részében Máté is csatlakozik hozzájuk, és bár Emma visszautasítja, hogy vele tartson Balira, megbeszélik, hogy amikor a fiú hazajön, találkoznak.

## Szereplők
| Szereplő                            | Színész              |
| ----------------------------------- | -------------------- |
| Vera, az anya                       | Udvaros Dorottya     |
| Dorina, a legidősebb lány           | Tenki Réka           |
| Kata, a középső lány                | Lovas Rozi           |
| Emma, a legkisebb lány              | Trill Beatrix        |
| Ákos, Kata élettársa                | Bányai Kelemen Barna |
| Tamás, Dorina szomszédja, rendőr    | Csányi Sándor        |
| Panni, Tamás lánya                  | Tóth Róza            |
| Máté, edző                          | Ember Márk           |
| Zoltán, Vera férje, az apa          | Csuja Imre           |
| Erik, Emma főnöke                   | Schmied Zoltán       |
| Dr. Jánossy Péter, Dorina főnöke    | Gálffi László        |
| Dr. Lenkei Ervin, Dorina munkatársa | Hevér Gábor          |
| Sándor, orvos                       | Trokán Péter         |
| Rita, Erik felesége                 | Góg Anikó            |
| Milán, Kata nagyobbik fia           | Szabó Barnabás       |
| Beni, Kata kisebbik fia             | Izmendi Lukács       |
| Titkárnő                            | Kiss Erika           |
| Kozák Zsolt                         | Kálmánchelyi Zoltán  |
| Kinga                               | Hack Dorka           |
| Milla                               | Tóth Hanna           |
| Mentőorvos                          | Zayzon Zsolt         |
| Taxis                               | Kapácsy Miklós       |
| Futóverseny szervező                | Telekes Péter        |
| Tetovováló I.                       | Sárközi Zsolt        |
| Tetovováló II.                      | Kovács Gergely       |

## A film készítése
A film a 2019-ben bemutatott „Nők, ha futnak” (Ženy v běhu) cseh film hazai adaptációja. Az eredeti film a független Csehország létrejötte (1993. január 1.) óta a legnézettebb cseh mozifilm lett több mint másfél millió nézővel.  A produkció író-rendezője Martin Horský volt. 
Kárpáti György producer a filmtervet Miklya Anna forgatókönyvíróval a Nemzeti Filmalapnál, majd a Nemzeti Filmintézetnél fejlesztette, de gyártási támogatást az államtól nem kaptak. A rendezésre Herendi Gábort kérték fel. A forgatókönyvet ezután Divinyi Réka és Miklya Anna közösen írták át. Kárpáti György szerint a költségvetés egy hasonló kaliberű vígjáték büdzséjének harmada volt. 
A forgatás 20 napig tartott. A film helyszínei között olyan, a futók körében népszerű budapesti parkok szerepeltek, mint a Gellért-hegy, a Margit-sziget, a Városmajor és a Vérmező. Az alacsony költségvetés miatt a tömegjelenetekhez 50 embert alkalmaztak.

## Nézettség és bevétel
A nézettségi adatok szerint 736 229 jegyet adtak el rá, ezzel az 1990 utáni magyar filmgyártás második legnézettebb alkotása. (2025 március közepéig az első volt.) Mintegy 1,81 milliárd forint bevételt termelt a jegypénztáraknál. Az első hétvégén 63 933 néző vett jegyet a filmre, amivel első helyen nyitott a mozis toplistán. A film nézettsége 2024. december 12-én elérte a 200 000 nézőt, amivel az év legnézettebb magyar filmje lett. 2025. január 4-én elérte a 400 000 nézőt. Az eseményre már készültek és Csányi Sándor színész és Kárpáti György producer a Cinema City Arena telt házas vetítésén köszöntötték a szerencsés nézőt.
A környező országok között Romániában több mint 40 ezer ember látta, Szlovákiában –, amíg 15 hétig volt Top20-ban – több mint 10 ezer néző nézte meg a filmet.